# Bundesstraße 521
Pour les articles homonymes, voir Route 521.
La Bundesstraße 521 est une Bundesstraße du Land de Hesse.

## Histoire
La Bundesstraße 521 est établie au milieu et à la fin des années 1970. Sur le tronçon de la Friedberger Landstraße entre la limite avec la ville de Bad Vilbel et la Friedberger Warte, elle remplace la Bundesstraße 3 en 1995, qui depuis se situe vers le nord autour de Bad Vilbel entre l'échangeur de Preungesheim de l'A 661 et Karben-Kloppenheim.
Dans le cadre de la nouvelle construction du contournement de Nidderau (2009-2015), la B 521 est détournée vers le nord autour de Nidderau-Heldenbergen et l'intersection avec la Bundesstraße 45 est déplacée vers la périphérie nord-est.

## Source
- (de) Cet article est partiellement ou en totalité issu de l’article de Wikipédia en allemand intitulé « Bundesstraße 521 » (voir la liste des auteurs).

1. ↑  (de) « Die Bundes- und Reichsstraßen in Deutschland - Nr. ab 399 » [archive du 15 octobre 2008], sur home.arcor.de (consulté le 18 juillet 2025)